# Közbizalom elleni bűncselekmények
A közbizalom elleni bűncselekményeket a hatályos magyar Btk (2012. évi C. törvény)  különös része tartalmazza, azon belül a közrend elleni bűncselekmények csoportjába tartozik. E cím alá azok a bűncselekmények tartoznak, amelyek az okiratok vagy azonosító jelek valódiságába vetett bizalmat sértik.
Az ezen csoportba tartozó bűncselekmények körét a hatályos Btk. a korábbi 1978. évi IV. törvénytől több vonatkozásban eltérően állapítja meg.

## A csoportba tartozó bűncselekmények
- Közokirat-hamisítás (2012. évi C. törvény 342. - 343. §§)
- Magánokirat-hamisítás helyett Hamis magánokirat felhasználása (2012. évi C. törvény 345. §)
- Biztonsági okmány hamisítása (új; 2012. évi C. törvény 344. §)
- Visszaélés okirattal (helyett Okirattal visszaélés,  2012. évi C. törvény 346. §)
- Egyedi azonosító jel meghamisítása (helyett Egyedi azonosító jellel visszaélés 2012. évi C. törvény 347. §)
- Hamis statisztikai adatszolgáltatás (1978. évi IV. törvény, hatályon kívül helyezve)
- Gépjármű kilométer-számláló műszer által jelzett érték meghamisítása (új; 2012. évi C. törvény 348. §)
- Mező- és erdőgazdasági hasznosítású föld jogellenes megszerzése (új; 349. §;  megállapította: 2014. VII. törvény 11.§, hatályos: 2014. május 2-ától)
- Sporteredmény tiltott befolyásolása (új; 349/A. §; megállapította: 2013. évi LXXXVI. törvény 118. § (8) bek., hatályos: 2014. január 1-től)